# Nicole Shields
Nicole Shields, född 9 september 1999, är en nyzeeländsk tävlingscyklist som främst tävlar i bancykling.

## Karriär
Nicole Shields inledde sin cykelkarriär som landsvägscyklist men fokuserar alltmer på bandcykling. Hon ingick i det nyzeeländska lag som kom på första plats i lagförföljelsens kvalificeringstävling vid OS 2024 och som senare tog silver.